# Hard Workin' Man
Hard Workin' Man è il secondo album in studio del duo di musica country statunitense Brooks & Dunn, pubblicato nel 1993.

## Tracce
1. Hard Workin' Man – 2:58
2. We'll Burn That Bridge – 2:57
3. Mexican Minutes – 3:40
4. Heartbroke Out of My Mind – 3:25
5. She Used to Be Mine – 3:56
6. Rock My World (Little Country Girl) – 3:42
7. That Ain't No Way to Go – 3:37
8. Texas Women (Don't Stay Lonely Long) – 3:39
9. Our Time Is Coming – 4:39
10. I Can't Put Out This Fire – 3:39
11. Boot Scootin' Boogie (Dance Mix) – 6:29